# Cirrhitiara simplex
Cirrhitiara simplex är en nässeldjursart som beskrevs av Xu, Huang och Chen 1991 . Cirrhitiara simplex ingår i släktet Cirrhitiara och familjen Pandeidae. Inga underarter finns listade i Catalogue of Life.